# Туапсинский округ
Туапсинский округ — административно-территориальная единица в составе Черноморской губернии Российской империи, существовавшая в 1896—1920 годах. Административный центр — посад Туапсе. 

## География
Округ располагался в центральной части губернии, занимая узкую полосу между Главным Кавказским хребтом и Чёрным морем. Граничил на юге с Сочинским округом, на севере с Новороссийским округом, на востоке с Екатеринодарским и Майкопским отделами Кубанской области. Площадь округа — 1439,0 вёрст² (1638 км²).

### Современное состояние
На территории бывшего Туапсинского округа располагается Туапсинский район Краснодарского края.

## История
Туапсинский округ образован в 1896 году в составе вновь образованной Черноморской губернии, в него вошла территория бывшего Вельяминовского участка Черноморского округа Кубанской области.
11 мая 1920 года Черноморская губерния и все её округа были ликвидированы, на территории Туапсинского округа образованы Джубгская и Туапсинская волости Черноморского округа Кубано-Черноморской области.

## Население
По данным переписи 1897 года в округе проживало 9051 чел., в том числе мужчин — 5249 чел. (58,0 %), женщин — 3802 чел. (42,0 %). В посаде Туапсе проживало 1392 чел.

## Административное деление
В 1913 году в округе было 10 волостных управлений: 
| - Архипо-Осиповское — с. Архипо-Осиповка, - Вельяминовское — с. Вельяминовка, - Георгиевское — с. Георгиевское, - Дефановское — с. Дефановка, - Джубгское — с. Джубга, - Карповское — с. Карповка, - Красно-Александровское — с. Красно-Александровское, - Новомихайловское — с. Новомихайловка, - Псеушковское — с. Большое Псеушко, - Тенгинка — с. Тенгинка, |